# Matei Ghica
Matei Grigorie Ghica (n. 1728 – d. 8/19 februarie 1756)  a fost domn al Țării Românești: 11 septembrie (firmanul de numire) 1752 - 22 iunie 1753 și al Moldovei: 22 iunie 1753 - 8 februarie 1756.

## Domnii
A fost fiul lui Grigore al II-lea Ghica (1695-1752) și a Zoei Ghica (n. Manos, ?-1759). A fost Mare Dragoman în perioada iunie 1751 - august 1752.
A fost cerut în scaunul Țării Românești de boierii țării, după moartea tatălui său în 1752. În numai trei luni după venirea sa la domnia Țării Românești, Matei Ghica a numit 30 de stolnici, 20 de paharnici și 50 de serdari. Aceste numiri sunt o altă dovadă a marii corupții a domniilor fanariote, deoarece caftanul era un mijloc foarte bun de a aduna bani de la doritorii de dregătorii. Asuprindu-i ca domn, tot boierii i-au obținut și înlocuirea.
Trecut pe tronul Moldovei, pentru a-i câștiga pe boieri, îi copleșește cu favoruri, dar stoarce fără scrupule țărănimea pentru a-i plăti pe turci și duce o viață dezmățată. În timpul domniei lui în Moldova s-a redactat „Cronica Ghiculeștilor”. Este o cronică anonimă, redactată pe la sfârșitul secolului al XVIII-lea de un autor atașat familiei Ghica. Cuprinde bogate informații referitoare la istoria Moldovei între 1695 și 1754.
În politica externă s-a orientat spre curțile din Viena și Petersburg. Deși și-a reînnoit domnia cu sume mari de bani, Matei Ghica a devenit totuși suspect Porții otomane pentru înclinarea sa către Viena și Petersburg. Astfel sultanul Osman al III-lea l-a mazilit și l-a trimis în surghiun în februarie 1756.